# Făurei
Făurei er en by i distriktet Brăila i Rumænien.

## Beliggenhed
Făurei ligger på Câmpia Brăilei-sletten, en del af den Rumænske slette syd for floden Buzău. Distriktets hovedstad Brăila ligger ca. 60 km nordøst for byen. 
Siden 1978 har der været et jernbanetest-center ved byen.
Byen har 3.008 (2021) indbyggere.